# Da qui all'eternità (film 1997)
Da qui all'eternità (From Hare to Eternity) è un cortometraggio d'animazione direct-to-video del 1997 co-prodotto e diretto da Chuck Jones. Il corto, una parodia di H.M.S. Pinafore con protagonisti Bugs Bunny e Yosemite Sam, fu prodotto nel 1996 come tributo a Friz Freleng, creatore del personaggio di Sam e morto l'anno precedente. Tuttavia non fu mai distribuito nelle sale, venendo pubblicato direttamente in VHS il 4 novembre 1997. Fu l'ultimo cortometraggio diretto da Chuck Jones, ponendo fine a una carriera iniziata nel 1938 con Il guardiano notturno.

## Trama
Sam è il capitano e unico occupante di una nave a vela, la H.M.S. Friz Freleng con porto d'origine a Kansas City, e si sta dirigendo verso un tesoro sepolto con i mezzi per ottenerlo. Raggiunge l'isola, trovando subito il sito di scavo, e scopre una cassa del tesoro e Bugs Bunny su di essa. Prima che Sam possa trattare con Bugs, il coniglio lancia la cassa e Sam sulla nave e salpa. Bugs evita di finire in mare e inganna Sam travestendosi da un'affascinante sirena, facendolo cadere in acqua inseguito da uno squalo. Bugs infine apre il suo scrigno, che si rivela essere pieno di carote.

## Personaggi e doppiatori
| Personaggio  | Doppiatore originale | Doppiatore italiano |
| ------------ | -------------------- | ------------------- |
| Bugs Bunny   | Greg Burson          | Massimo Giuliani    |
| Yosemite Sam | Frank Gorshin        | Vittorio Amandola   |

## Distribuzione

### Edizioni home video

#### VHS
America del Nord
- From Hare to Eternity (4 novembre 1997)

Italia
- L'ammutinamento di Bunny (ottobre 1998)

#### DVD e Blu-ray Disc
Il corto fu inserito, in inglese sottotitolato, nell'edizione DVD-Video del film Looney, Looney, Looney Bugs Bunny Movie, uscita in America del Nord il 28 aprile 2009 e in Italia il 9 settembre. Fu poi incluso, sempre in SD, nel terzo disco della raccolta Looney Tunes Platinum Collection: Volume One, uscita in America del Nord in Blu-ray Disc il 15 novembre 2011 e in DVD il 3 luglio 2012. Fu inoltre inserito nel DVD Looney Tunes Parodies Collection, uscito in America del Nord il 4 febbraio 2020.